# Хорн, Мишель
Мише́ль Хорн (англ. Michelle Horn), родилась 28 февраля 1987 года — американская актриса.

## Биография
Мишель Хорн родилась в Пасадена, Калифорния, в настоящее время (2008) она живёт с родителями, тремя собаками, одной кошкой, и птицей в Лос-Анджелесе, Калифорния. У Мишель есть старшая сестра, которая замужем, и два племянника. Мишель использует свободное время для того, чтобы встретиться с друзьями, походить по магазинам, купить одежду в ближайшем торговом центре или сходить в кино. Мишель любит заниматься плаванием, верховой ездой, фигурным катанием. Она довольно уверенно стоит на коньках, и в своей жизни выиграла много соревнований. Она любит читать, слушать «Backstreet Boys».
Мишель решила стать актрисой после того, как посмотрела фильм 1993 года «Освободите Вилли». Первый фильм, в котором снялась Мишель, был фильм Гарольда Рами «Стюарт спасает свою семью». Затем она снялась в ряде телевизионных сериалов, например, «Семейное право», Сильное лекарство (сериал). После череды сериалов Дженнифер сыграла главную роль в фильме французского режиссёра Флорана Эмилио Сири «Заложник» с участием Брюса Уиллиса, Кевина Поллака и Бена Фостера. После были заметные роли в фильмах «Маленькие Афины», «Полюбить Аннабель», в настоящее время идут съёмки фильма «Дело Такера» с участием Мишель.
Мишель в своем Твиттере (который она удалила), написала что в 2012 году, она появится в кастингах, и её можно будет увидеть в фильмах. Но уже конец 2012 года, и она до сих пор не снимается в кино, даже официальная страница в фейсбуке, ничего не сообщает. Поэтому эта новость остается слухом, по сей день.
Мишель принимала участие в озвучивании мультфильмов, таких как Гриффины, Король лев 2: Гордость Симбы, её голос можно слышать в рекламных роликах компьютерных игр, детских игрушек, также Мишель озвучивает Весну в программе на канале Диснея «Colors of the Wind».

## Фильмография
- 2008 — Дело Такера / The Thacker Case — Кэра
- 2006 — Полюбить Аннабель / Loving Annabelle — Кристен
- 2005 — Маленькие Афины / Little Athens — Эмили
- 2005 — Заложник / Hostage — Дженнифер Смит
- 2005 — Без следа / Without a Trace — Тара Паттерсон
  - эпизод «4.0»
- 2003 — Fillmore!
  - эпизод «Невидимое отображение» (озвучка) (2003)
- 2002 — Сильное лекарство (сериал) / Strong Medicine — Джесси Кемпбелл
  - сезон 3, эпизод 18 «Противопоказания» / Contraindications (2002)
  - сезон 3, эпизод 13 «Ухудшение» / Deterioration (2002)
  - сезон 3, эпизод 17 «Заказы» / Orders (2003)
  - сезон 3, эпизод 19 «Интенсивная терапия» / Intensive Care (2003)
  - сезон 3, эпизод 20 «Наркотик любви» / Addicted to Love (2003)
  - сезон 3, эпизод 21 «Вырождение» / Degeneration (2003)
  - сезон 3, эпизод 22 «Риск» / Risk (2003)
  - сезон 4, эпизод 1 «Сердце героя» / The Hero Heart (2003)
  - сезон 4, эпизод 5 «Живые уроки» / Breathing Lessons (2003)
  - сезон 4, эпизод 6 «Смертельная врачебная ошибка» / Misdiagnosis Murder (2002)
  - сезон 4, эпизод 8 «Повышение температуры» / Tempertures Rising (2003)
  - сезон 4, эпизод 11 Maternal Mirrors (2003)
  - сезон 4, эпизод 13 «Кожа» / Skin (2003)
  - сезон 4, эпизод 21 «Кризис идентификации» / Identity Crisis (2004)
  - сезон 4, эпизод 22 «Карантин» / Quarantine (2004)
  - сезон 5, эпизод 1 «Положительный результат» / Positive Results (2004)
  - сезон 5, эпизод «Сломано» / Fractured (2004)
  - сезон 5, эпизод «Кровоточащее сердце» / Bleeding Heart (2004)
  - сезон 5, эпизод 13 «Увеличение массы тела» / Body Mass Increase (2004)
  - сезон 5, эпизод 16 «Реальная доза» / A Dose of Reality (2004)
  - сезон 5, эпизод 18 «Непорочное зачатие» / Virgin Birth (2004)
  - сезон 5, эпизод 21 «Имплантаты, пересадки и кубинские тётушки» / Implants, Transplants and Cuban Aunts
  - сезон 5, эпизод 22 «Сжечь мосты» / Cutting the Cord (2005)
- 2000 — Шоу Аманды / The Amanda Show
  - эпизод 2.16
  - эпизод 2.22 (28 октября 2000)
- 2001 — Побег принцессы Руби / The Ruby Princess Runs Away — Принцесса Роксанна
- 2001 — Mental Hygiene — Меган
- 2001 — Ллойд в космосе / Lloyd in Space — Эйлин
  - эпизод Lovebeam #9 (2001)
  - эпизод The Big Sleepover (2002)
- 2001 — Гриффины / Family Guy — Элиза Пинчли
- 2000 — Возвращение в таинственный сад / Return to the Secret Garden — Маргарет Крейвен
- 2000 — Семейное право / Family Law — Кейси Холт
  - эпизод Второй шанс / Second Chance (2000)
  - эпизод Поколения / Generations (2000)
  - эпизод Фильм в одиннадцать / Film at Eleven (2001)
  - эпизод Разделение / Separation (2001)
  - эпизод Клуб лжецов: Часть вторая / Liar’s Club: Part 2 (2001)
  - эпизод Воспитание малыша / Bringing Up Babies (2001)
  - эпизод Американцы / Americans (2001)
  - эпизод Милосердие / Clemency (2001)
  - эпизод Охранник моего брата / My Brother’s Keeper (2001)
  - эпизод Секс, ложь и интернет / Sex, Lies, and Internet (2001)
  - эпизод Дети меньшого папы / Children of a Lesser Dad (2002)
  - эпизод Однажды удалённое / Once Removed (2002)
  - эпизод То, что нас связывает / Ties That Bind (2002)
  - эпизод Отчуждение после привязанности / Alienation of Affection (2002)
- 1999 — Арлисс (сериал) / Arli$$ — молодая Рона
  - эпизод «Искусство брать и отдавать» / The Art of Give and Take (1999)
- 1999 — Ангел (сериал) / Angel Райана
  - эпизод «Герой» / Hero (1999)
- 1999 — Приключения Эллена Стрэйнджа / The Journey of Allen Strange — Кайла
  - Друзья на скорую руку 1999
- 1998 — Король лев 2: Гордость Симбы / The Lion King II: Simba’s Pride — молодая Киара (озвучка)
- 1998 — Раз в жизни / Chance of a Lifetime — Меган
- 1998 — Практика (сериал) / The Practice — Джой Халперн
  - сезон 2, эпизод 17 «Бремя доказательств» / Burden of Proof (1998)
  - сезон 7, эпизод 1 «Привилегия» / Privilege (2002)
  - сезон 7, эпизод 2 «Убеждения» / Convictions (2002)
- 1998 — Профайлер (сериал) / Profiler — Эми Вебстер
  - эпизод «Жажда крови» / Bloodlust (1998)
  - эпизод «Цикл насилия» / Cycle of Violence (1998)
- 1998 — Звездный путь: Глубокий космос 9 (сериал) / Star Trek: Deep Space Nine — Сагхи
  - эпизод «Слёзы пророков» / Tears of the Prophets (1998)
  - эпизод «Полутень» / Penumbra (1999)
- Непринуждённая беседа / Small Talk
  - эпизод 1.26 (4 ноября 1996)
  - эпизод 1.27 (5 ноября 1996)
  - эпизод 1.28 (6 ноября 1996)
  - эпизод 1.29 (7 ноября 1996)
  - эпизод 1.30 (8 ноября 1996)
- 1995 — Стюарт спасает свою семью / Stuart Saves His Family — молодая Джоди

## Награды
- 2001 — Burbank International Children’s Film Festival: Film Award — Лучшее исполнение детской роли в фильме «Побег принцессы Руби»